# Hoe: Labyrinth
Hoe: Labyrinth (kor. 回:Labyrinth) – ósmy minialbum południowokoreańskiej grupy GFriend, wydany 3 lutego 2020 roku przez wytwórnię Source Music i dystrybuowany przez Kakao M. Głównym singlem jest „Crossroads” (kor. 교차로 (Crossroads)). Wydawnictwo było pierwszym albumem grupy od momentu, gdy Source Music zostało przejęte przez firmę Big Hit Entertainment w 2019 roku. Sprzedał się w nakładzie 82 533 egzemplarzy w Korei Południowej (stan na luty 2020).

## Wydanie fizyczne
Minialbum Hoe: Labyrinth został wydany w trzech wersjach fizycznych: „Crossroads”, „Room” i „Twisted”.

## Lista utworów
| CD | CD                                                                      | CD                                                            | CD                                                                                          | CD                                               | CD      |
| Nr | Tytuł utworu                                                            | Tekst                                                         | Kompozycja                                                                                  | Aranżacja                                        | Długość |
| -- | ----------------------------------------------------------------------- | ------------------------------------------------------------- | ------------------------------------------------------------------------------------------- | ------------------------------------------------ | ------- |
| 1. | „Labyrinth”                                                             | "hitman"bang, Cho Yoon-kyung, Noh Joo-hwan, ADORA, Sophia Pae | Noh Joo-hwan, Lee Won-jong, Kim Jung-woo, FRANTS, Sophia Pae, Carlos K, ADORA, Kim Yeon-seo | Noh Joo-hwan, Lee Won-jong, Kim Jung-woo, FRANTS | 3:21    |
| 2. | „Gyocharo (Crossroads)” (kor. 교차로 (Crossroads))                      | Noh Joo-hwan                                                  | Noh Joo-hwan, Lee Won-jong                                                                  | Noh Joo-hwan, Lee Won-jong                       | 3:23    |
| 3. | „Here We Are”                                                           | Jeong Ho-hyeon (e.one)                                        | Jeong Ho-hyeon (e.one)                                                                      | Jeong Ho-hyeon (e.one)                           | 3:27    |
| 4. | „Jigeum Mannareo Gapnida (Eclipse)” (kor. 지금 만나러 갑니다 (Eclipse)) | SCORE (13), MEGATONE (13), DOOR (13)                          | SCORE (13), MEGATONE (13), DOOR (13)                                                        | SCORE (13), MEGATONE (13)                        | 3:25    |
| 5. | „Dreamcatcher”                                                          | Kim Yeon-seo, Dvwn, minGtion                                  | Kim Yeon-seo, Dvwn, minGtion                                                                | minGtion                                         | 3:18    |
| 6. | „From Me”                                                               | Noh Joo-hwan, Jeina Choi, "hitman"bang                        | Noh Joo-hwan, Lee Won-jong                                                                  | Noh Joo-hwan, Lee Won-jong                       | 3:41    |

## Notowania
| Lista                      | Pozycja |
| -------------------------- | ------- |
| Gaon Weekly Album Chart    | 1       |
| Five Music (Tajwan)        | 1       |
| Oricon Weekly Albums Chart | 43      |

## Nagrody w programach muzycznych
| Program                   | Data           | Źródło |
| ------------------------- | -------------- | ------ |
| The Show (SBS MTV)        | 11 lutego 2020 | [ 7 ]  |
| The Show (SBS MTV)        | 18 lutego 2020 | [ 8 ]  |
| M Countdown (Mnet)        | 13 lutego 2019 | [ 9 ]  |
| M Countdown (Mnet)        | 20 lutego 2020 | [ 10 ] |
| Music Bank (KBS2)         | 14 lutego 2020 | [ 11 ] |
| Inkigayo (SBS)            | 16 lutego 2020 | [ 12 ] |
| Show Champion (MBC Music) | 19 lutego 2020 | [ 13 ] |